# Sony Ericsson K810
A Sony Ericsson K810 a Sony Ericsson által gyártott mobiltelefon, mely a K800 utódja.

## Megjelenés
Kicsit hasonlít elődjéhez, a k800 ashoz, de ennek teljesen mások a gombjai, kerekebb formát kaptak. A telefon kicsit nagy, de ha balra megdöntjük, olyan mintha egy digitális fényképezőgépet tartanánk kezünkben.

## Kijelző
240*320, TFT kijelzője van, 262 ezer színnel rendelkezik. Napnál kicsit nehezen látható, bár ki lehet böngészni. Kontrasztja jó magas, színek világossága állítható, és a képernyő gyorsan válaszol. Menüjében 12 ikon található, a menü színeit témákkal szabhatjuk saját tetszésünkre.

## Akkumulátor
Li-Pol akkumulátorral rendelkezik, beszélgetés esetén 7, készenlétben 350 órát bír.

## Csengőhang
A telefon képes MP3-at is lejátszani, bár a hangszórót maximumra állításakor nem hangzik túl jó minőségben. A hang személyre szabható üzeneteknél, hívásnál, és ébresztésnél. A # gomb hosszas megnyomásával néma módba tehető.

## Telefonkönyv
A bejegyzésekhez különböző adatok és fényképek csatolhatóak. A neveket tömegesen másolhatóak a SIM kártyára vagy a kártyáról, csoportokba tehetők és valamint virtuális névjegykártya készíthető a készülékkel. A telefon memóriája 1000 bejegyzés és 2500 szám tárolására képes.

## Üzenetek
SMS, MMS, e-mail és hangüzenetet küldhető vele, RSS olvasót található benne, T9 módja is van, mely kikapcsolható. Nagy, olvasható betűkkel működik.

## Testreszabása
Témákkal változtathatóak a menü színeit, melyeket bluetooth-on, infrán, vagy a SonyEriccson oldaláról lehet a telefonra tölteni.

## Alkalmazások és extrák
Naptár, rádió, számológép, virtuális notesz, PictBridge és sok más extra áll rendelkezésre.

## Kommunikáció
Videóhívásra is képes a második kamera segítségével, rendelkezik bluetooth-szal, infraporttal, GPRS-szel, az EDGE hálózatot nem támogatja, a 3G-t igen.

## Java
MIDP 2.0-es Java-val rendelkezik.

## Fényképező
A telefonnak 3.2 megapixeles kamerája van, de választható, hogy VGA, 1MP, 2MP, 3 MPixeles legyen a kép. Makrófoto funkciója is van, a vaku és a vörös szem eltávolítási lehetőség. BestPic funkcióval is rendelkezik, panoráma mód és több beállítás is be van programozva a kamerába. Fényképezés közben a telefont balra döntésével egy digitális fényképezőgép benyomását kelti.

## Videó
Videó felbontása 128*96 vagy 176*144.

## Memória
64 MB-s memóriája maximum 1 GB-s MS micro (m2)-es kártyával bővíthető.

## WAP
A WAP 2.0-st támogatja. A kijelző alján egy ProgressBar mutatja nekünk egy-egy lap betöltési idejéig hátralévő várakozási időt.